# Burton upon Stather
Burton upon Stather is een civil parish in het bestuurlijke gebied North Lincolnshire, in het Engelse graafschap Lincolnshire met 2753 inwoners.